# كاتش-22
الخدعة-22 هي رواية تاريخية مكتوبة بصيغة هجاء للكاتب الأمريكي جوزيف هيلر. بدأ هيلر كتابة هذه الرواية عام 1953. وقد نُشرت للمرة الأولى عام 1961. تقع أحداث الرواية في فترة الحرب العالمية الثانية من 1942 إلى 1944. وغالباً ما يُستشهد بها على أنها واحدة من أعظم الأعمال الأدبية في القرن العشرين. تستخدم الرواية أسلوب السرد ووصف الأحداث من وجهات نظر شخصيات مختلفة. ويتطور الخط الزمني بتطور الأحداث في الحبكة.
تتابع الرواية حياة النقيب جون يوساريان العسكري في القوات الجوية التابعة للجيش الأمريكي. تحدث معظم الأحداث أثناء وجود السرب 256 (خيالي) في جزيرة «بيانوسا» في البحر الأبيض المتوسط غربي إيطاليا. تتناول الرواية تجربة يوساريان والطيارين الآخرين في المعسكر. وتركز على محاولاتهم الاحتفاظ بعقلانيتهم للوفاء بمتطلبات الخدمة حتى يمكنهم العودة إلى ديارهم.
أدخل المصطلح كاتش-22 (منطق) إلى اللغة الإنجليزية ويشير إلى نوع من الألغاز المنطقية التي لا يوجد لها حل.

## روابط خارجية
- كاتش-22 على موقع الموسوعة البريطانية (الإنجليزية)

- Librarything.com صور منوعة لأغلفة الإصدارات المختلفة من الرواية
- صور الطبعة الأولى
- Catch-22 as a figure of speech
- Catch-22 study guide – analysis, themes, quotes, and teaching guide
- Why a novel so acclaimed took 46 years to make it to the stage: How the cult classic was adapted for the stage